# Söl'ring
Söl'ring – jeden z dialektów języka fryzyjskiego, występujący na wyspie Sylt w Niemczech, w rejonie Północnej Fryzji. Nazwa Söl'ring pochodzi od fryzyjskiego słowa Söl' oznaczającego wyspę Sylt. Razem z dialektami Fering, Öömrang i Heligolandic tworzy grupę wyspiarskich dialektów północnofryzyjskich (na zachodnim wybrzeżu Szlezwika-Holsztynu). Aspektem różniącym Söl'ring od innych dialektów jest duży wpływ języka duńskiego. Z powodu masowego napływu turystów na wyspę Sylt wiele form tego dialektu zostało wypartych przez formy języka niemieckiego, a dialektem Söl'ring posługuje się obecnie tylko kilkuset użytkowników, z których wielu nie zamieszkuje już wyspy Sylt. Szanse na przetrwanie tego dialektu są niewielkie w porównaniu z innymi dialektami wyspiarskimi, mimo wprowadzenia Söl'ring w kilku szkołach podstawowych jako języka wykładowego.

## Przykładowy tekst
| Üüs Söl'ring Lön' (hymn Syltu) |
| --- |
| Üüs Söl’ring Lön’, dü best üüs helig; Dü blefst üüs ain, dü best üüs Lek! Din Wiis tö hual’en, sen wü welig; Di Söl’ring Spraak auriit wü ek. Wü bliiv me di ark Tir forbün’en, Sa lung üs wü üp Warel’ sen. Uk diar jaar Uuning bütlön’ fün’en, Ja leng dach altert tö di hen. |